# Nueva Florida, Honduras
Nueva Florida är en ort i Honduras.   Den ligger i departementet Departamento de Yoro, i den västra delen av landet, 160 km norr om huvudstaden Tegucigalpa. Nueva Florida ligger 964 meter över havet och antalet invånare är 904.
Terrängen runt Nueva Florida är huvudsakligen kuperad, men åt nordost är den bergig. Nueva Florida ligger uppe på en höjd. Runt Nueva Florida är det glesbefolkat, med 18 invånare per kvadratkilometer. Närmaste större samhälle är Morazán, 19,8 km sydväst om Nueva Florida. 